# Леви, Аделаида
Аделаида Леви (англ. Adelaide Leavy, 29 мая 1913 – 18 марта 1999) позже работавшая под псевдонимом Адди Пассен (англ. Addie Passen) — американская фотожурналистка-новатор и одна из немногих женщин-фотографов, занимавшихся спортивной фотографией с 1940-х годов. Она была одной из первых женщин, принятых в Национальную ассоциацию фотокорреспондентов в 1945 году. Перейдя к работе в студии, она работала с косметическими фирмами, моделями и заработала репутацию, делая эталонные фотографии для иллюстраторов.

## Ранние годы и образование
Аделаида Нойбергер родилась 29 мая 1913 года в Чикаго, штат Иллинойс, в семье Роуз (урождённой Кингсбейкер) и Карла Нойбергер. С 1930 по 1932 год она изучала математику в Висконсинском университете в Мадисоне, а затем продолжила обучение в бизнес-школе Колумбийского университета в Нью-Йорке. После окончания в 1935 году она прошла курсы фотографии. В 1937 году Нойбергер вышла замуж за Ричарда Б. Леви из Бостона, который служил в корпусе береговой артиллерии армии США.

## Карьера
Во время Второй мировой войны многие фотографы-мужчины, работавшие в прессе, уехали за границу, что открыло возможности для женщин. Леви начала работать фотографом в 1941 году, когда она работала в Американской женской волонтёрской службе. Её быстро повысили до главы фотолаборатории. Она была нанята ACME Newspictures в 1943 году, через месяц после того, как покинула добровольную службу. В следующем году она снялась в рекламе DuBarry Cosmetics, которая появилась в журнале Life Magazine.
Некоторое время выполняя общие задания, в 1943 году Леви начала заниматься спортивной фотографией, став одной из первых женщин, освещавших спортивные мероприятия. Поскольку женщина-фотограф была редкостью на спортивных площадках, иногда ей было трудно убедить организаторов мероприятий и других репортёров в том, что она на задании. Хотя Леви освещала баскетбол, скачки, хоккей, плавание и теннис, она сделала себе имя, освещая боксёрские поединки каждую пятницу в Мэдисон-сквер-гарден. Её фотография боя Рокки Грациано с Фредди Кокрейном в 1945 году получила хорошие отзывы. Она сказала, что самое сложное в создании хорошей спортивной фотографии — это попытаться предугадать, когда произойдёт действие. В июле 1945 года, через четыре месяца после основания Национальной ассоциации фотокорреспондентов, Леви присоединилась к организации вместе с пятью другими женщинами — Маргарет Хейзел из Louisville Times, Содельвией Рин из Baltimore News-Post, Эвелин Штраус из New York Daily News, Люсиль Тэнди из The San Diego Tribune и Либби Уитман из The Canton Repository. В конце 1940-х годов Леви перешла от спортивной фотографии к фэшн-фотографии.
Леви развелась в 1946 году, но продолжала использовать эту фамилию в профессии до 1948 года, когда она вышла замуж за Уильяма Н. Пассена, сотрудника по связям с общественностью ипподрома Хайалиа Парк. У пары будет двое детей, Дженни и Карл; брак распался в 1962 году. К началу 1950-х у неё была собственная студия Addie Passen Photography, и она работала с рекламным отделом Элены Рубинштейн. Её офис находился в небоскрёбе Карнеги-Холл-Тауэр, и она управляла своей студией сорок лет. Она была одним из первых фотографов, снявших Пэт Кливленд, создав портфолио для четырнадцатилетнего подростка в 1964 году. Примерно в 1972 году Пассен вышла замуж за Герберта Миллингтона, профессора экономики, который жил в Аппер-Сэдл-Ривер, штат Нью-Джерси. Она была одним из фотографов, работавших с итальянской моделью Фабио, когда он впервые приехал в США в конце 1980-х годов. Пассен также сделала справочные фотографии для иллюстратора Дэвида Б. Маттингли для его фэнтезийных работ 1990-х годов, а также для других иллюстраторов, делающих обложки любовных романов.

## Смерть и память
Аделаида Миллингтон умерла 18 марта 1999 года в Сафферне, штат Нью-Йорк. Аделаиду помнят за её новаторскую роль фотожурналиста и как одну из немногих женщин, которые пришли в эту сферу в 1940-х годах в США.

## Сноски
1. ↑  Некоторые источники говорят, что она работала с United Press International, которая купила ACME в 1951 году[12][13], в то время как другие указывают, что она ушла до поглощения UPI[14]